# Páteřový rám

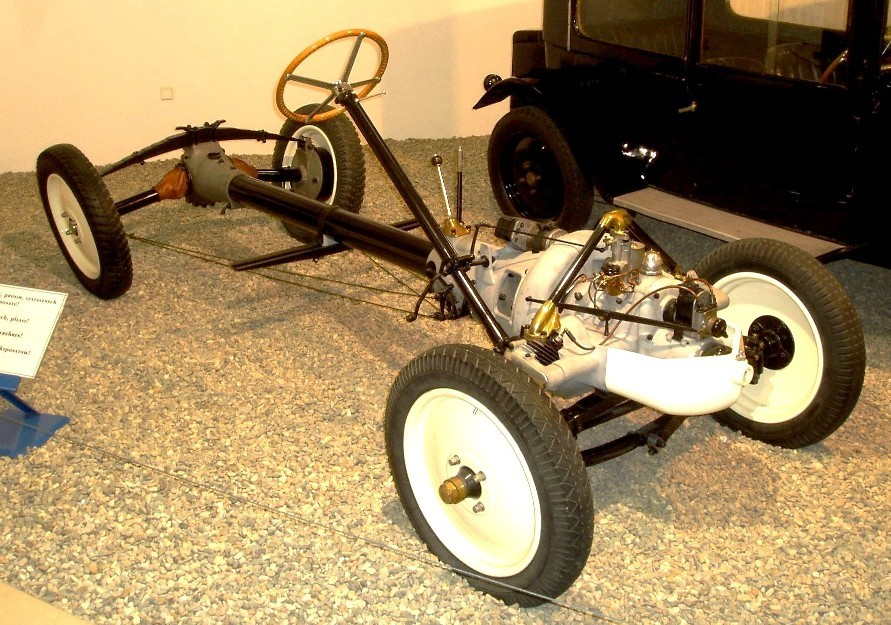
Páteřový rám Tatry 11

Páteřový rám je základem jedné z koncepcí konstrukce dopravních prostředků. Používá se především u motocyklů a v menší míře i u nákladních automobilů. Kdysi byl páteřový rám používán i jako základ osobních automobilů a autobusů, ale u těchto prostředků se dnes téměř výhradně užívá koncepce samonosné karosérie.
Páteřový rám je označení konkrétního provedení automobilového podvozku, využívající modulovou konstrukci nosné roury a náprav s výkyvnými poloosami. Autorem vynálezu je Hans Ledwinka, technický ředitel společnosti Tatra v letech 1905 až 1945. Tento rám byl poprvé použit na osobním vozidle Tatra 11. Koncepce tohoto rámu je velmi výhodná pro vozidla pohybující se v těžkém terénu. Díky nezávislému odpružení všech náprav lze dosahovat vyšších rychlostí i v terénu. Pro páteřový rám vynalezený a vyráběný společností Tatra se vžilo celosvětové označení Tatra-concept.